# Badelhütte
Badelhütte ist ein Gemeindeteil der Stadt Parsberg im Landkreis Neumarkt in der Oberpfalz in Bayern. 

## Geographische Lage
Badelhütte liegt im Oberpfälzer Jura der Südlichen Frankenalb auf ca. 520 m ü. NHN. Die Einöde liegt an einer Gemeindeverbindungsstraße, die von der Staatsstraße 2234 in westlicher Richtung abzweigt und nach Haid und Badelhütte weiter zum Parsberger Gemeindeteil Holzheim führt.

## Ortsnamendeutung
Der Ortsname soll von „bad“ für „Einbettung“ oder „path“ für „Sumpf“ kommen, bedeutet also „Hütte in der Mulde / im Sumpf“. Die Bezeichnung „Weihersdorf“ deutet in die gleiche Richtung.

## Geschichte
Badelhütte wurde zum Teil noch im 19. Jahrhundert mit dem älteren Namen „Weihersdorf“ genannt. Die Einöde ist vermutlich 1309 erstmals urkundlich genannt, als dem Dietrich von Parsberg auf der Landschranne Kallmünz unter anderem der Besitz und der Zehent des Hofes zu „Weyersdorf“ bestätigt wurde. Nach dem Tod des letzten Parsbergers, Johann Wolf von Parsberg 1730, führten jahrelange Auseinandersetzungen um strittige Güter und Rechte schließlich 1736/37 zu einem Vergleich, bei dem Pfalz-Neuburg den Hof zu Badelhütte der Schönbornschen Reichsherrschaft Parsberg zusprach. Am Ende des Alten Reiches, um 1800, bestand die Einöde aus 2 Anwesen der Reichsherrschaft: einem Ganzhof, auf dem der Untertan Franck saß, und einem Viertelhof des Untertanen Eichenseer.
Im Königreich Bayern wurde Badelhütte dem Steuerdistrikt Rudenshofen zugewiesen, mit dem Gemeindeedikt von 1818 der neu gebildeten Ruralgemeinde Rudenshofen. Diese Gemeinde wurde im Zuge der Gebietsreform in Bayern am 1. Januar 1971 in die Stadt Parsberg eingemeindet. Seitdem ist Badelhütte ein amtlich benannter Ortsteil von Parsberg.

### Einwohner- und Gebäudezahl
- 1835: 7 Einwohner, 3 Häuser in „Badelhütte od. Weihersdorf“,[9]
- 1861: 9 Einwohner, 4 Gebäude in „Badhütte“,[10]
- 1871: 14 Einwohner, 5 Gebäude, an Großviehbestand 1873 2 Pferde, 12 Stück Rindvieh,[11]
- 1900: 9 Einwohner, 1 Wohngebäude,[12]
- 1925: 8 Einwohner, 1 Wohngebäude,[13]
- 1937: 12 Einwohner (nur Katholiken),[14]
- 1950: 12 Einwohner, 1 Wohngebäude,[15]
- 1987: 1 Einwohner, 1 Wohngebäude, 1 Wohnung.[16]

Auch heute besteht Badelhütte nur aus einem Anwesen mit insgesamt 4 Gebäuden.

### Kirchliche Verhältnisse
Die Einöde gehört seit altersher zur katholischen Pfarrei St. Willibald in Hörmannsdorf im Bistum Eichstätt. Dorthin gingen die Kinder auch zur Schule.